# Hans Maurer
Hans Maurer (Garmisch-Partenkirchen, 13 settembre 1934) è un ex bobbista tedesco.

## Biografia
Viene ricordato come vincitore di una medaglia di bronzo nella sua disciplina, ottenuta ai campionati mondiali del 1962 (edizione tenutasi a Garmisch-Partenkirchen, Germania) insieme al connazionale Adolf Wörmann.
Nella medesima edizione l'oro e l'argento andarono alle nazionali italiane.